# Cúán mac Amalgado
Cúán mac Amalgado (m. 641) fue un Rey de Munster de Eóganacht Áine de los Eóganachta. Era hijo de un rey anterior Amalgaid mac Éndai (m. 601) y sucedió a Faílbe Flann mac Áedo Duib en 639.
En los anales no se preserva ningún acontecimiento de su reinado, pero hay una mención de la muerte de un rey de Munster llamado Cúán mac Éndai en la Batalla de Carn Conaill como aliado de Guaire Aidne mac Colmáin (m. 663) de Connaught en su derrota frente a Diarmait mac Áedo Sláine de Brega. La batalla tuvo lugar en 649, lo que contradice la fecha de  su muerte y es rechazado por el Profesor Byrne. Sin embargo, Keating también menciona este acontecimiento usando su nombre propio y le proporciona un reinado de 10 años.
Se sabe que tuvo un hijo llamado Máel Umai, que fue el padre del rey de Munster Eterscél mac Máele Umai (m. 721).